# Sauveur
Sauveur, född 2 juni 2010 i Nossebro i Västergötland är en svensk varmblodig travhäst. Han tränades av Åke Lindblom åren 2013–2016, då han fick sitt genombrott, och senare av Björn Goop åren 2017–2018. Han avslutade karriären hos Mercedes Balogh åren 2019–2021.
Sauveur tävlade åren 2014–2017 och gjorde sedan en kortare comeback 2020–2021. Han sprang in totalt 5,5 miljoner kronor på 40 starter varav 19 segrar, 6 andraplatser och 3 tredjeplatser. Han tog karriärens största segrar i Norrbottens Stora Pris (2016), Ulf Thoresens Minneslopp (2016), Prix de Munich (2017) och Harper Hanovers Lopp (2017). Han kom också på andraplats i Olympiatravet (2016).
Sauveur har franskt påbrå på fädernet och amerikanskt på mödernet. Han har Florestan (efter stoet Roquépine) som farfarsfar och Mack Lobell som morfarsfar.

## Karriär

### Tiden som unghäst (2012–2014)
Sauveur började karriären hos Åke Lindblom, verksam vid Örebrotravet. Han kom till Lindblom 2013, som 3-åring, och han var då utdömd som tävlingshäst efter att ha fått en fraktur på en kota som 2-åring då han stod i unghästträning hos Åke Svanstedt. Skadeproblemen gjorde att han missade hela säsongen 2013 och första tiden hos Lindblom inriktades enbart på rehabilitering.
Han började tävla först 2014 som 4-åring. Han debuterade på tävlingsbanan den 1 januari 2014 på Solvalla med sin tränare Lindblom i sulkyn, och tog första segern direkt i debuten. Han var sedan obesegrad i sina fem första starter. Första förlusten kom den 24 maj i Klass II-finalen på Solvalla, där han slutade på tredjeplats. Den 16 augusti 2014 vann han ett uttagningslopp till finalen av Svenskt Travderby på Jägersro. Han vann loppet från utvändigt ledaren och segrade på den snabbaste kilometertiden av samtliga vinnare i uttagningsloppen. I finalen av Svenskt Travderby den 7 september 2014 blev han oplacerad efter att ha galopperat. Totalt segrade Sauveur i 8 av sina 12 starter under debutsäsongen 2014.

### Fortsatt karriär (2015–2021)
Under 2015 började Sauveur tävla mot den äldre eliten och lyckades gå från framgångsrik 4-åring till topphäst. Under året segrade han i 6 av 11 starter och sprang in över 1 miljon kronor. Han segrade bland annat i Walter Lundbergs Memorial den 27 september och Silverdivisionens final den 14 november 2015. Han tog även en fjärdeplats i Jubileumspokalen på Solvalla den 19 augusti 2015.
Sauveur utvecklades ytterligare under 2016 och slog sig in i travets världselit. Han årsdebuterade den 25 mars 2016 med att segra i ett stayerlopp över 3140 meter på Sundbyholms travbana. Därefter tog han andraplatser i uttagnings- och finallopp av Olympiatravet i april och Harper Hanovers Lopp den 30 maj under Elitloppshelgen. Han skar även mållinjen som tvåa i Norrbottens Stora Pris den 18 juni 2016, besegrad av Propulsion. I efterhand fråntogs Propulsion segern (liksom alla sina andra segrar på svensk mark) då det 2020 framkom att han varit nervsnittad i sina hovar och ej varit startberättigad. Därmed tillföll segern i Norrbottens Stora Pris istället Sauveur. Sauveur segrade även i Ulf Thoresens Minneslopp den 10 juli 2016 på Jarlsberg Travbane i Norge. Starten därefter, den 13 augusti 2016 på Åby, kom att bli den sista starten i Lindbloms regi. Den 27 augusti 2016 blev det klart att Sauveur skulle lämna Lindblom för Fabrice Souloy, då ägarna ville se honom tävla i Frankrike. Totalt sprang Sauveur in 3,7 miljoner kronor och tog 16 segrar på 30 starter hos Lindblom. Efter att det senare framkommit att Souloy dopat flera hästar i sitt stall valde ägarna att återigen flytta Sauveur. Han hann aldrig debutera i Souloys regi. Den 12 september 2016 blev det klart att Björn Goop skulle ta över träningen av Sauveur.
Sauveur debuterade i Goops regi den 8 januari 2017 med en start i Prix de Lille på Vincennesbanan utanför Paris. Han slutade oplacerad. Han slutade även oplacerad i den andra starten den 28 januari, efter att ha diskvalificerats för galopp. Den första segern hos Goop och på Vincennes kom i den tredje starten då han vann Prix de Munich den 11 februari 2017. Därefter följde ytterligare två starter på Vincennes, bland annat en tredjeplats i Prix du Treport den 8 april 2017. Den 6 maj 2017 var han tillbaka på svensk mark då han kom på andraplats i Örebro Intn'l på sin gamla hemmabana. Under Elitloppshelgen den 27 maj 2017 segrade han i Harper Hanovers Lopp. Segertiden skrevs till 1.12,0 över 3140 meter, vilket innebar att han satte nytt världsrekord över distansen. Rekordet slogs av Moni Viking i 2020 års upplaga av loppet med tiden 1.11,9.
Efter segern i Harpers på nytt världsrekord blev Sauveur allvarligt skadad. Han lämnade Björn Goop hösten 2018 och började 2019 istället tränas av Mercedes Balogh, verksam vid Örebrotravet. Han var borta från tävlingsbanan i nästan tre år innan han gjorde comeback den 11 oktober 2020 på Rättviks travbana. I comebacken galopperade han och slutade oplacerad. Han gjorde ytterligare en start den 7 februari 2021 på Romme där han kom på fjärdeplats, körd av Jorma Kontio. Han lämnade Baloghs träning den 14 april 2021.

### Avelskarriär (2021– )
Sedan 2021 står Sauveur uppstallad som avelshingst på Salsbro stuteri i Vretstorp i Örebro län.